# Saint-Gervais-les-Trois-Clochers
Saint-Gervais-les-Trois-Clochers település Franciaországban, Vienne megyében. Lakosainak száma 1318 fő (2022. január 1.). Saint-Gervais-les-Trois-Clochers Jaulnay, Leigné-sur-Usseau, Mondion, Saint-Christophe, Sossais, Thuré és Usseau községekkel határos.

## Népesség
A település népessége az elmúlt években az alábbi módon változott:
| Lakosok száma | 1322 | 1321 | 1339 | 1314 | 1320 | 1327 | 1333 | 1324 | 1318 |
|               | 2013 | 2015 | 2016 | 2017 | 2018 | 2019 | 2020 | 2021 | 2022 |